# Langues yellow river
Les langues yellow river sont une famille de langues papoues parlées en Papouasie-Nouvelle-Guinée, dans le nord-ouest du pays. 

## Classification
Hammarström, Haspelmath, Forkel et Bank incluent les langues yellow river dans l'ensemble formé par la famille des langues sepik.

## Liste des langues
Les trois langues yellow river sont :
- ak
- awun
- namia

## Sources
- (en) Malcolm Ross, 2005, Pronouns as a preliminary diagnostic for grouping Papuan languages, dans Andrew Pawley, Robert Attenborough, Robin Hide, Jack Golson (éditeurs) Papuan pasts: cultural, linguistic and biological histories of Papuan-speaking peoples, Canberra, Pacific Linguistics. pp. 15–66.